# Кравченко Парасковія Андріївна
Парасковія Андріївна Кравченко (1919, село Бобрівник, тепер Зіньківського району Полтавської області — ?) — українська радянська діячка, новатор сільськогосподарського виробництва, трактористка Зіньківської МТС Зіньківського району Полтавської області. Депутат Верховної Ради УРСР 2-го скликання.

## Біографія
Народилася в бідній селянській родині. Закінчила сільську школу. Трудову діяльність розпочала в колгоспі села Бобрівник Зіньківського району.
У 1940 році закінчила курси трактористів. Працювала трактористкою в Полтавській області, з 1941 по 1943 рік перебувала в евакуації в східних районах СРСР. У 1943 році повернулася на Полтавщину.
З 1943 року — трактористка Зіньківської машинно-тракторної станції (МТС) Зіньківського району Полтавської області.
Подальша доля невідома.

## Нагороди
- медаль «За доблесну працю у Великій Вітчизняній війні 1941—1945 рр.»